# فوندوس معده
طاق معده یا فوندوس معده (به انگلیسی: Fundus) قسمت چپ ساختار معده انسان است.
این بخش، در قسمت بالای معده قرار دارد و گازهای تولید شده در فرایند گوارش توسط معده را، در خود می‌انبارد. فوندوس معده مواد غذایی ناگوارده را تا یک ساعت در خود نگه می‌دارد.

## نگارخانه

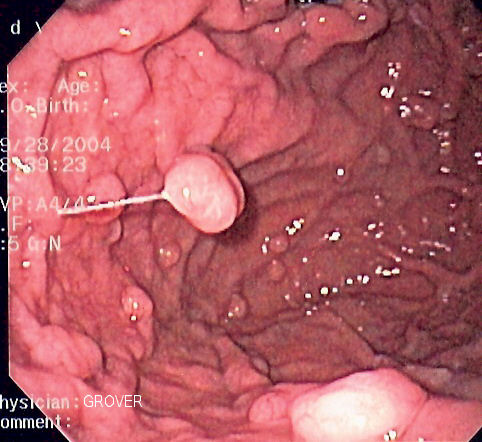
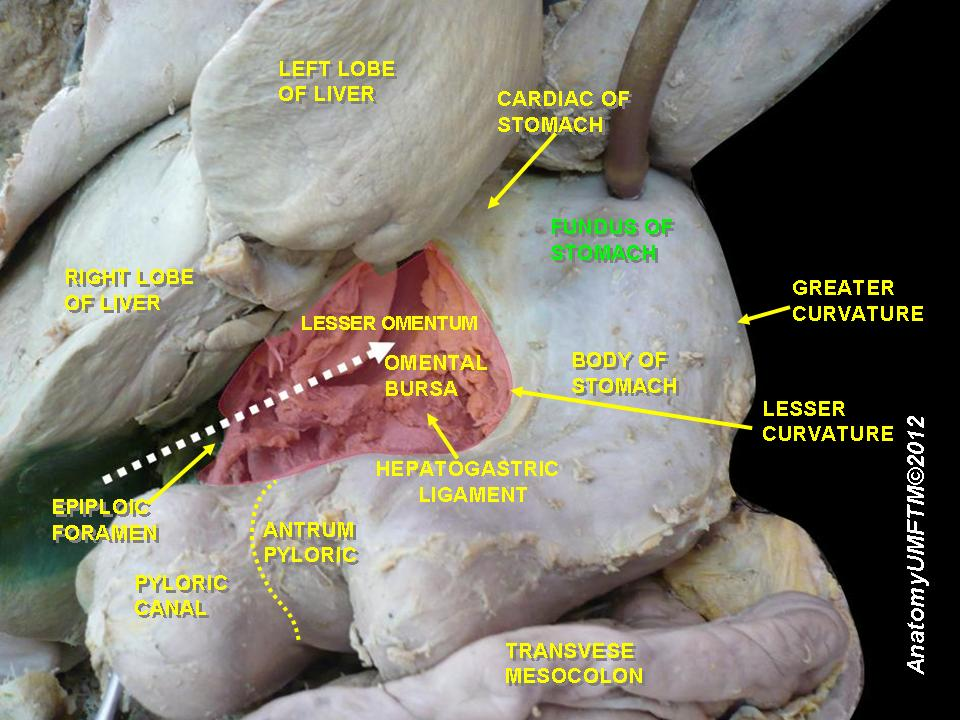